# Listă de obiecte liturgice
Diferite obiecte liturgice sunt folosite la sfintele slujbe în Biserica Ortodoxă.

## Listă de obiecte liturgice
- Aer (sfântul aer)
- Agneț
- Altar
- Antimis (sfântul antimis)
- Apostol (carte)
- Burete
- Cădelniță
- Cățuie
- Chivot
- Colivă
- Copie
- Cruce (de binecuvântare)
- Cathedra (tronul episcopal)
- Cârja episcopală (pateriță)
- Dveră - perdeaua din spatele Ușilor Împărătești
- Dicher și Tricher[1]
- Disc (sfântul disc)
- Epitaf
- Evanghelie
- Eileton
- Endyton
- Ripidele
- Iconostas
- Icoană
- Linguriță
- Lumânare
- Mir
- Vulturii
- Potir (sfântul potir)
- Prescură
- Steluță
- Masa proscomidiarului
- Tămâie
- Uși împărătești
- Uși diaconești